# Stefan Ålander
Stefan Ålander, född 25 april 1983 i Sundsvall, är en svensk före detta fotbollsspelare som åren 2002-2016 spelade 280 seriematcher för GIF Sundsvall i 14 olika säsonger, dels i Allsvenskan och dels i Superettan. Sommaren 2013 förlängde han sitt kontrakt med GIF till och med 2015 och året efter spelade han ytterligare 2 ligamatcher på ett ettårskontrakt, han var då 33 år.

## Klubbkarriär
Ålander anslöt till GIF Sundsvall som junior från den lokala moderklubben IFK Timrå. Ålander fick något av ett genombrott säsongen 2007 då han också var lagkapten för GIF Sundsvall. 
Han skrev den 3 juli 2009 på ett 3,5-årskontrakt för regerande svenska mästarna Kalmar FF men den 28 mars 2011 blev det klart att han återvänder till GIF Sundsvall.
Vid slutet av säsongen 2016 meddelade Ålander att han avslutade sin aktiva karriär.

## Landslagskarriär
Ålander har spelat 15 landskamper för det svenska U21-landslaget.